# سید ابوالحسن مختاباد

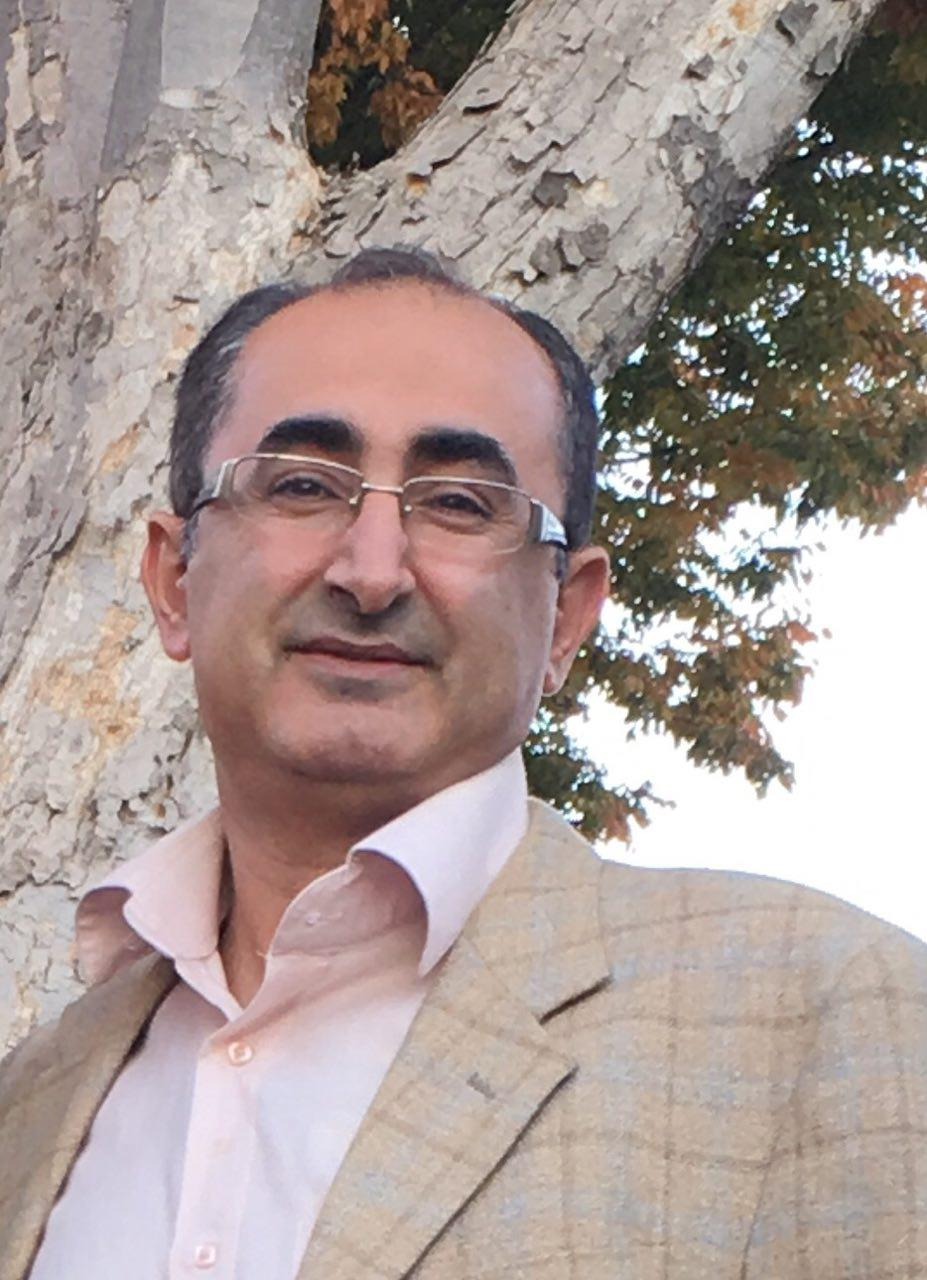
سید ابوالحسن مختاباد

سیّد ابوالحسن مختاباد (۲۲ دی ۱۳۴۸ – ۲ بهمن ۱۴۰۱) نویسنده، منتقد، پژوهشگر موسیقی و روزنامه‌نگار ایرانی بود. او برادر عبدالحسین مختاباد بود.

## زندگی
دوران ابتدایی و راهنمایی را در روستا و دبیرستان را در دبیرستان ۱۵ خرداد ساری گذراند. ابتدا در رشته حسابداری در دانشگاه علامه طباطبایی مشغول تحصیل شد و سپس گرایش مدیریت را در همان دانشگاه انتخاب کرد و از این رشته با درجه کارشناسی فارغ‌التحصیل شد.
در تابستان سال ۱۳۷۲ به کار در نشریه تازه‌تاسیس ری به مدیرمسئولی احمد پورنجاتی مشغول شد. بهمن همان سال با کار در بولتن جشنواره تئاتر فجر، کار حرفه‌ای خود را آغاز کرد و سپس در بهار سال ۱۳۷۳، به عنوان عضو تحریریه روزنامه همشهری وارد این روزنامه شد و در همشهری آنلاین کار می‌کرد. او مدتی با کتاب هفته، روزنامه کارگزاران، روزنامه صبح امروز، روزنامه آفتاب امروز (دبیر گروه اندیشه)، خبرنامه خانه موسیقی (سردبیر)، هفته‌نامه آتیه (زیر نظر سازمان تأمین اجتماعی به عنوان دبیر گروه ادب و هنر) و انجمن صنفی روزنامه‌نگاران ایران (سردبیر سایت) همکاری داشت.
او در بهمن ۱۳۹۱، از پایان‌نامه دوره کارشناسی ارشد خود در رشته علوم ارتباطات اجتماعی با موضوع «نقش اخلاق حرفه‌ای در توسعه روزنامه‌نگاری از دیدگاه سردبیران مطبوعات و استادان علوم ارتباطات» دفاع کرد.
مختاباد فعالیت صنفی در حوزه موسیقی را با انتخاب به عنوان بازرس کانون پژوهشگران خانه موسیقی در سال ۸۱ آغاز کرد و سپس در کنار سردبیری نشریه خبری این نهاد، در دوره‌های بعد به عنوان عضو (۱۳۸۳–۱۳۸۵)، نایب رئیس (۱۳۸۵–۱۳۸۷) و رئیس هیئت مدیره (۱۳۸۷–۱۳۸۹) این کانون انتخاب شد.
در این دوره او دبیری سمینار بررسی سه دهه موسیقی ایران را در ۷ میزگرد در جشنواره موسیقی فجر سال ۱۳۸۷بر عهده داشت که به درخواست کامبیز روشن‌روان به عنوان دبیر جشنواره این میزگردها را برگزار کرد.
او همچنین دو دوره متوالی از سوی مجمع عمومی خانه موسیقی به عنوان بازرس اصلی این نهاد صنفی انتخاب شد.
مختاباد در سال ۱۳۸۹ و به رغم آنکه خود مسئولیت برگزاری ۱۶ مجمع عمومی خانه موسیقی را عهده‌دار بود، از شرکت و نامزدی در دوره بعدی خودداری کرد. بعدها او به عنوان یکی از منتقدان اصلی خانه موسیقی به نقد این نهاد پرداخت که بعدها به ماجرایی جنجالی در سال ۱۳۹۴ و ۱۳۹۵ در فضای موسیقی ایران انجامید. به باور مختاباد هیئت مدیره خانه موسیقی و شورای عالی آن تخلفات اساسنامه‌ای و قانونی متعددی داشتند و ادامه فعالیت آن‌ها بعد از سال ۱۳۹۱ غیرقانونی بود.
مختاباد فعالیت‌های صنفی روزنامه‌نگاری را از سال ۱۳۸۲ با بازرسی انجمن صنفی روزنامه‌نگاران ایران و تعاونی مسکن این نهاد آغاز کرد.
بعد از دو دوره بازرسی در سال ۱۳۸۵ به عنوان عضو هیئت مدیره انجمن صنفی انتخاب شد که در سال ۱۳۸۸ و به دلیل پلمب شدن دفتر انجمن، فعالیت‌های هیئت مدیره دچار تعلیق شد. او در این مدت سردبیری سایت انجمن صنفی روزنامه‌نگاران ایران را نیز عهده‌دار بود و هم‌زمان دبیری کمیته حل اختلاف را عهده‌دار شد. مختاباد در زمینه نشر هم یادداشت‌ها و نوشته‌های تأثیرگذاری نوشته‌است که ماحصل آن‌ها در کتابی به نام نشر و نوشتار از سوی خانه کتاب ایران به بازار نشر عرضه شد.
او موسیقی را با یادگیری آواز در سال‌های اولیه دهه هفتاد نزد کریم صالح عظیمی آغاز کرد و در ادامه مدتی نزد سید نورالدین رضوی سروستانی ردیف آموخت و نیز شیوه آوازی طاهرزاده به روایت نورعلی خان برومند را نیز نزد حمیدرضا نوربخش فرا گرفت. ضمن آنکه چند مدتی هم نزد کمال‌الدین عباسی ردیف آوازی را فرا گرفت. در این مدت آموزه‌های آوازی و صداسازی را با برادرش سید عبدالحسین مختاباد استمرار داد و سلفژ و تئوری موسیقی را نزد محسن الهامیان و نواختن سه تار را هم برای مدتی کوتاه نزد حمید سکوتی، رضا موسوی‌زاده، پیمان سلطانی و بهداد بابایی آموخت.

## درگذشت
ابوالحسن مختاباد دوم بهمن ۱۴۰۱ بر اثر ایست قلبی درگذشت.